# Prusia II
Prusia II, detto il Cacciatore (200 a.C. circa – 149 a.C.), fu re di Bitinia.

## Biografia
Figlio di Prusia I e di Apama III, nacque attorno al 220 a.C.. Salì al trono dopo la morte del padre, di cui non è nota con precisione la data, perché nessun autore antico la menziona; sappiamo solo deve essere successiva al 183 a.C., perché Strabone riferisce che il Prusia che ospitò Annibale alla sua corte era il figlio di Ziaelas.
Si alleò nel 179 a.C. con Eumene II, re di Pergamo, e Ariarate IV, re di Cappadocia, contro Farnace I, re del Ponto. Sposò la sorella di Perseo, re di Macedonia, tuttavia, nonostante questa alleanza, nel 171 a.C. rimase estraneo alla guerra tra lui e Roma, in attesa di accordarsi con il vincitore.
Nel 169 a.C. inviò un'ambasciata a Roma, tramite i suoi buoni rapporti con il Senato, per cercare di favorire Perseo e per concedergli la pace a condizioni favorevoli. Il suo intervento ebbe risultato completamente negativo e l'anno successivo Perseo fu sconfitto in maniera definitiva. Prusia, preoccupato delle conseguenze di questa fallimentare ambasciata, cercò di porre rimedio comportandosi in maniera meschina e usando sordide lusinghe. Ricevette prima i senatori inviati dal Senato presso la sua corte e li ricevette vestito da schiavo emancipato, così da dimostrare di considerarsi egli stesso un liberto del popolo romano. L'anno successivo, nel 167 a.C., Prusia si recò a Roma, dove cercò di comprare il favore del Senato con atti di adulazione servile. Questa politica ottenne i suoi frutti, tanto che riuscì a disinnescare il risentimento dei Romani e ottenne un rinnovo dell'alleanza con la Repubblica Romana, anche accompagnato con un'estensione di territorio.
Dopo essersi scontrato tra il 156 e il 154 a.C. con Attalo II, re di Pergamo, venne costretto da Roma a rinunciare alle proprie conquiste e a pagare un pesante tributo. Fu ucciso dal figlio Nicomede II, che aveva tentato di escludere dalla successione.

### Descrizione fisica
Dagli autori antichi Prusia viene descritto come un uomo in cui la deformità fisica si combinava con i vizi più degradanti; inoltre tutti gli autori antichi concorrono a rappresentarlo come lo
schiavo di ogni vizio, cosa che era spregevole in un uomo e odioso in un re. Inoltre, era celeberrima anche la sua passione per la caccia, tanto che uno dei suoi epiteti era Cacciatore (κυνηγός, italianizzato in Cinego), con cui è talvolta designato.

## Dinastia
| predecessore: Prusia I | Re di Bitinia 181 a.C. – 149 a.C. | successore: Nicomede II |